# Wahyu Agung
Wahyu Pelita Agung Setiawan (* 2. Mai 1976) ist ein indonesischer Badmintonspieler. 

## Karriere
Wahyu Agung nahm an der Badminton-Weltmeisterschaft 1999 teil, schied dort jedoch in der ersten Runde des Hauptfeldes aus. Bei der Badminton-Asienmeisterschaft 1997 wurde er Dritter im Mixed, 2000 Zweiter. Bei den Swedish Open 1999 belegte er Platz drei, bei den Indonesia Open 2001 Platz fünf.

## Sportliche Erfolge
| Saison | Veranstaltung      | Disziplin    | Platz | Name                               |
| ------ | ------------------ | ------------ | ----- | ---------------------------------- |
| 1997   | Asienmeisterschaft | Mixed        | 3     | Wahyu Agung / Rosalia Anastasia    |
| 1999   | Weltmeisterschaft  | Mixed        | 33    | Wahyu Pelita Agung / Emma Ermawati |
| 1999   | Japan Open         | Mixed        | 5     | Wahyu Agung / Emma Ermawati        |
| 1999   | Indonesia Open     | Herrendoppel | 5     | Flandy Limpele / Wahyu Agung       |
| 1999   | Taiwan Open        | Mixed        | 3     | Wahyu Agung / Emma Ermawati        |
| 1999   | Indonesia Open     | Mixed        | 3     | Wahyu Agung / Emma Ermawati        |
| 1999   | Thailand Open      | Mixed        | 3     | Wahyu Agung / Emma Ermawati        |
| 2000   | Asienmeisterschaft | Mixed        | 2     | Wahyu Agung / Emma Ermawati        |
| 2001   | Indonesia Open     | Mixed        | 5     | Wahyu Agung / Ninna Ernita         |